# Chāh Kharg
Chāh Kharg (persiska: چاه خرگ) är en ort i Iran.   Den ligger i provinsen Hormozgan, i den sydöstra delen av landet, 1 100 km sydost om huvudstaden Teheran. Chāh Kharg ligger 41 meter över havet och antalet invånare är 514.
Terrängen runt Chāh Kharg är platt åt sydväst, men åt nordost är den kuperad.Runt Chāh Kharg är det ganska glesbefolkat, med 25 invånare per kvadratkilometer. Närmaste större samhälle är Sarzeh Khārūk, 7,8 km nordost om Chāh Kharg. Trakten runt Chāh Kharg är ofruktbar med lite eller ingen växtlighet.